# Escaryus kusnetzowi
Escaryus kusnetzowi är en mångfotingart som beskrevs av Lignau 1929. Escaryus kusnetzowi ingår i släktet Escaryus och familjen småjordkrypare.
Artens utbredningsområde är Kazakstan. Inga underarter finns listade i Catalogue of Life.